# Kedleston Hall

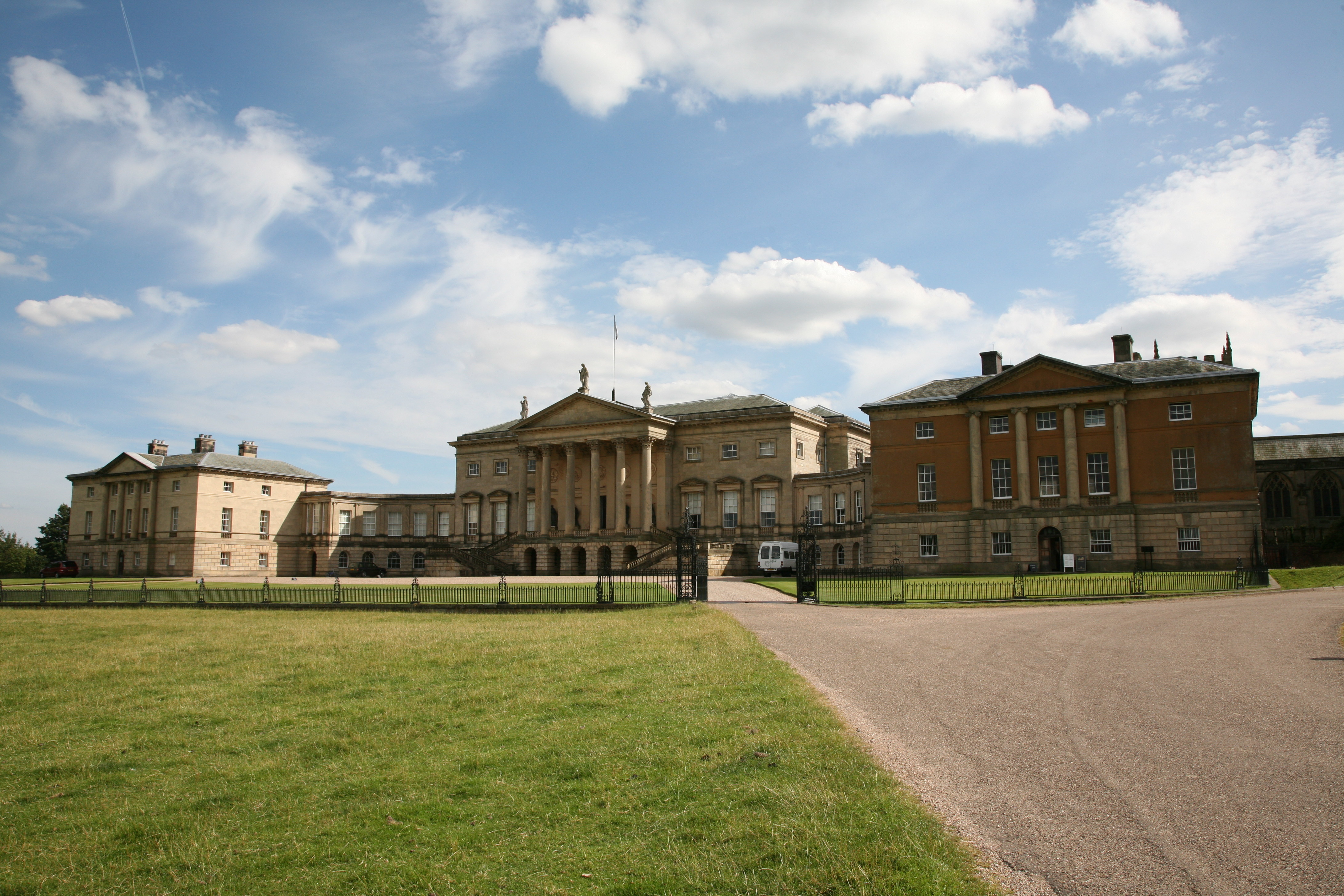
Vista geral de Kedleston Hall.

Kedleston Hall é um palácio rural inglês situado no Derbyshire, aproximadamente quatro milhas a Noroeste de Derby. É a casa histórica da família Curzon. Actualmente é propriedade do National Trust for Places of Historic Interest or Natural Beauty (Instituto Nacional para Locais de Interesse Histórico ou Beleza Natural).
A família Curzon possuiu a propriedade de Kedleston desde, pelo menos, 1297 e viveu numa sucessão de mansões e palácios próximo ou no próprio local do presente Kedleston Hall. O edifício actual foi encomendado por Sir Nathaniel Curzon (mais tarde 1º Barão Scarsdale) em 1759. O palácio foi desenhado pelos arquitectos James Paine e Matthew Brettingham ao estilo Palladiano e foi livremente baseado numa planta original de Andrea Palladio para a nunca construída Villa Mocenigo. Nesta época Robert Adam, um relativamente pouco conhecido arquitecto, desenhava alguns templos de jardim para realçar a paisagem do parque; Curzon ficou tão impressionado com o desenho de Adam que rapidamente o encarregou da construção do novo palácio.

## Desenho exterior

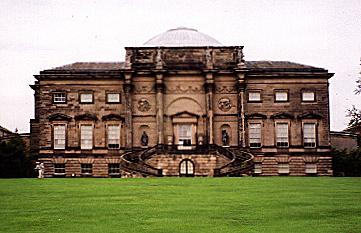
Kedleston Hall. A fachada Sul, por Robert Adam, baseada no Arco de Constantino, em Roma.

O desenho do edifício de três pisos desenvolve-se por três blocos ligados dois corredores curvos segmentados. O piso térreo é rústico, enquanto que os pisos superiores são revestidos de pedra macia. O bloco central, que também é o maior, contém as salas de estado e foi pensado para ser usado unicamente quando houvesse hóspedes importantes no palácio. O bloco Leste era, ele próprio, uma mansão independente, contendo todas as salas para o uso privado da família O bloco Oeste, idêntico, continha as cozinhas e outras salas domésticas, além das acomodações da criadagem. Foram feitos planos para mais dois pavilhões (como são conhecidos os dois blocos mais pequenos) de tamanho igual, e aparência semelhante, os quais nunca foram executados. Estas futuras alas foram idealizadas para conter, a Sudeste uma sala de música e a Sudoeste uma estufa e uma capela. Externamente estes pavilhões posteriores difeririam dos contrapostos a Norte pelas largas janelas envidraçadas do piso nobre das suas fachadas a Sul, em estilo Palladiano. Aqui os blocos aparentariam possuir apenas dois pisos; um mezanino seria encoberto na parte Norte do bloco da sala de música. as galerias de ligação, aqui, também teriam lagas janelas, como a Norte, e nichos contendo estatuária clássica. 
Se a grande fachada Norte, com aproximadamente 107 metros de largura, é Palladiana no carácter, dominada pelo maciço pórtico com seis colunas Coríntias, então a fachada Sul é puramente Robert Adam. Esta é dividida em três secções distintas. A secção central é um arco-do-triunfo cego (baseado no Arco de Constantino em Roma), com quatro colunas, contendo uma larga porta de vidro com frontão, alcançada desde o piso rústico por uma dupla escadaria curva. Por cima da porta, à altura do segundo piso, existem grinaldas e medalões em relevo. As quatro colunas Coríntias têm no topo estátuas clássicas. Toda a secção central da fachada é coroada por uma cúpula baixa, só visível à distaância. Flanqueando a secção central erguem-se duas alas idênticas, com três pisos, cada uma com três janelas de largura, sendo as do piso nobre mais altas que as restantes. O desenho de Adam para esta fachada contém um imenso "movimento" e tem uma delicada, quase frágil, qualidade.

## Interior
O neoclássico interior do palácio foi desenhado por adam para ser tão impressionante como o exterior. Entrando para o plano nobre do edifício através do grande pórtico Norte, é-se confrontado com o hall de mármore desenhado para sugerir o pátio aberto ou átrio de uma villa romana. Vinte colunas de alabastro, estriadas, com capitéis Coríntios, suportam a cornija, pesadamente decorada. Nichos nas paredes contêm estatuária clássica; por cima dos nichos existem painéis pintados com a técnica do "grisaille". O chão é de mámore italiano incrustado. Os desenhos originais de Matthew Paine para esta sala previam que fosse iluminada por janelas convencionais no extremo Norte, mas Adam, empolgando-se com o tema romano, afastou a ideia das atrapalhadas janelas e iluminou o conjunto desde o tecto por uma inovadora clarabóia envidraçada.
Se o hall era o atrium da villa, então o salão adjacente seria o vestibulum. O salão, contido entre o triunfal arco da fachada Sul, tal como o hall de mármore, atinge a altura total do edifício, 62 pés até ao topo da cúpula, desde onde é iluminado por uma clarabóia envidraçada. Desenhada como uma galeria de escultura, esta sala circular foi completada em 1763. O tema decorativo baseia-se nos templos do Fórum Romano, com invenções mais modernas: nas quatro maciças absides existem lareiras disfarçadas como pedestais para vasos clássicos. Os quatro conjuntos de portas duplas que dão acesso à sala têm pesados frontões suportados por colunas de alabastro e à altura do segundo piso tem painéis com afrescos descrevendo temas clássicos.

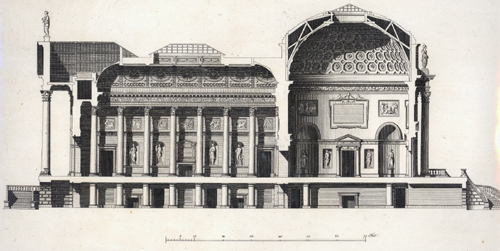
Uma secção através do hall e salão

A partir do salão, a atmosfera do "Grand Tour" oitocentista continua por todas as outras salas de recepção principais do piso nobre, apesar de numa escala um pouco mais modesta. O apartamento principal, a suíte de Estado, contém mobiliário e pinturas refinados, tal como a sala de estar com as suas enormes janelas venezianas; a sala de jantar, com a sua gigantesca abside, tem um tecto que Adam baseou no Palácio Augustano nos Jardins Farnese. O tema continua através da biblioteca, sala de música, descendo a grande escadaria (só concluída em 1922) sobre o piso térreo e até ao chamado "hall de César". Na partida dos hóspedes, por vezes deve ter sido um alívio deixar este templo de cultura para procurar refúgio nos relativamente simples confortos do pavilhão familiar.
Expostos pelo palácio estão, também. muitas curiosidades pertencentes a George Nathaniel Curzon, Vice-Rei da Índia no início do século XX, incluindo a sua colecção de Artefactos do Extremo Oriente. Também exposto está o vestido de coroação de Lady Curzon, de 1903. Desenhado pela Casa Worth de Paris, era conhecido como o vestido pavão pelas muitas pedras preciosas e semi-preciosas usadas no seu fabrico. Estas foram, agora, substituidas por pedras de imitação; De qualquer forma, o efeito não é menos deslumbrante.
Adicionalmente ao que foi escrito acima, este grande palácio rural contém colecções de arte, mobiliário e estatuária. O nome alternativo de Kedleston Hall, O Templo das Artes, é absolutamente justificado.

## Jardins e campos

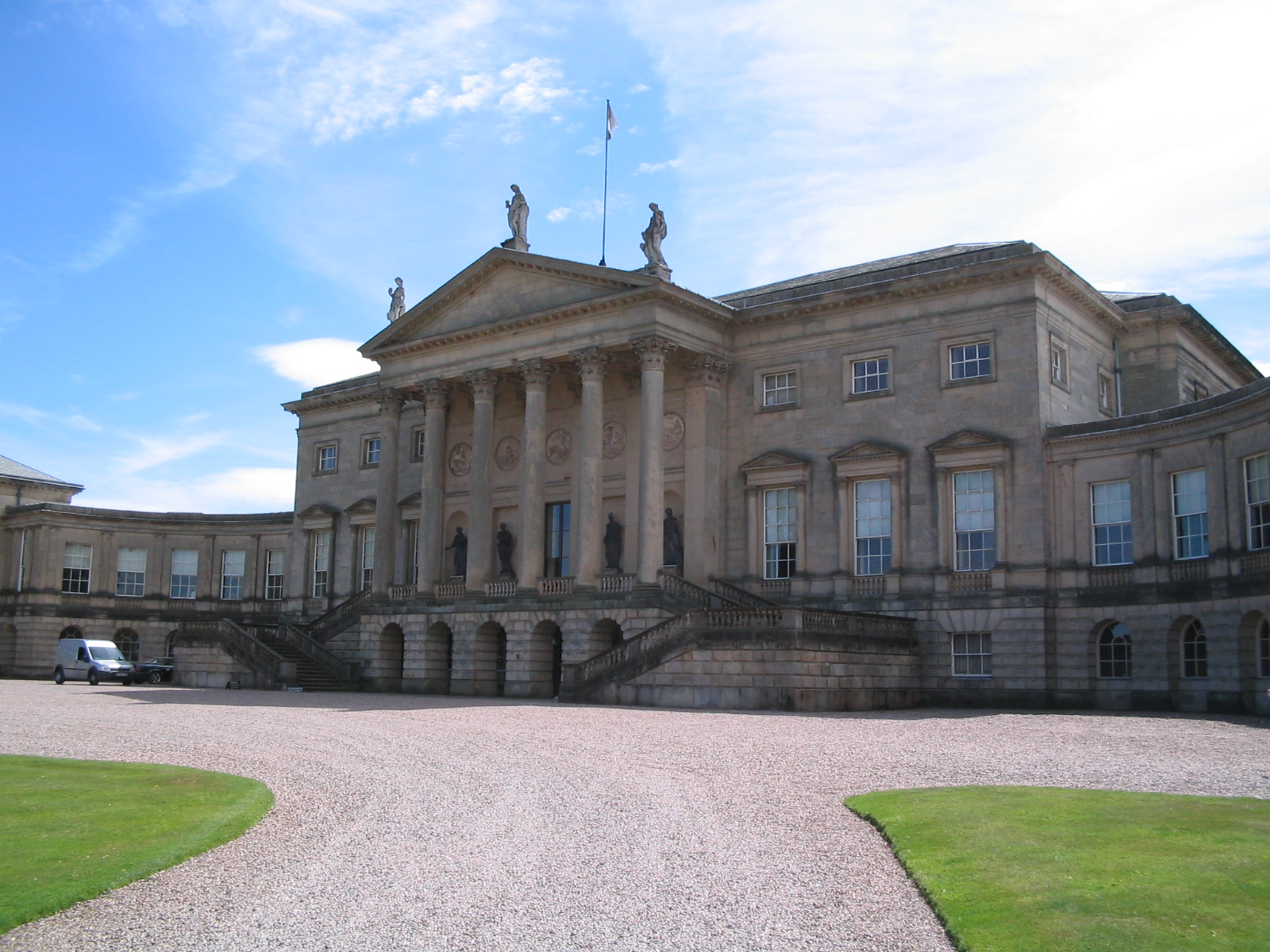
Fachada norte de Kedleston Hall.

O jardins e campos, tal como se apresentam actualmente, foram largamente concebidos por Robert Adam. Foi pedido a Adam por Nathaniel Curzon, em 1758, para "tomar em mãos o parque de veados e campos prazerosos". O jardineiro paisagista William Emes começou a trabalhar em Kedleston em 1756, e contnuo ao serviço de Curzon até 1760; de qualquer forma, foi Adam quem teve a influência norteadora. Foi durante este período que os antigos jardins desenhados por Charles Bridgeman foram desfeitos a de um aspecto paisagístico mais natural. Os canais de Bridgeman e os lagos geométricos foram metamorfoseados em lagos serpenteantes.
Adam desenhou numerosos templos e bizarrias de jardim, muitos dos quais nunca foram construídos. Entre as obras realizadas encontram-se a guarita Norte, a qual toma a forma de um arco do triunfo, as guaritas de entrada na aldeia, uma ponte, cascata e a Sala de Pesca. A Sala de Pesca é uma das obras mais notáveis entre os edifícios do parque. Em Estilo Neoclássico, fica situada na margem do lago superior e contém uma casa de barco por baixo. Algumas das bizarrias de jardim desenhadas por Adam que ficaram por executar rivalizavam em grandeza como próprio palácio. Uma "Torre Panorâmica" desenhada em 1760 — 84 pés de altura e 50 pés de largura, em cinco pisos, dominada por uma cúpula flanqueada pelas cúpulas menores de torres laterais — poderia ter sido, ela própria, um pequeno palácio neoclássico. Adam planeou mesmo transformar edifícios mundanos utilitários em maravilhas arquitectónicas. A desenho para uma casa de faisão (uma plataforma que providenciasse um ponto de vantagem para o jogo da caçada) tornar-se-ia um templo coberto, com os telhados dos seus pórticos clássicos a providenciarem as necessárias plataformas; este plano também nunca foi completado.
Na década de 1770, George Richardson desenhou a casa de Verão hexagonal, e em 1800 o laranjal. O Longo Passeio foi colocado em 1760 e plantado com Arbustos florescentes e árvores ornamentais. Em 1763, foi registado que Lord Curzon havia dado ao seu jardineiro uma semente de um raro e escasso arbusto italiano, o "Rodo Dendrone".
Actualmente os jardins e os campos, passados mais de dois séculos, mantêm-se essencialmente inalterados.